# ASB Classic 2001
ASB Classic 2001 — жіночий тенісний турнір, що проходив на відкритих кортах з твердим покриттям ASB Tennis Centre в Окленді (Нова Зеландія). Належав до турнірів 5-ї категорії в рамках Туру WTA 2001. Відбувсь ушістнадцяте і тривав з 1 до 6 січня 2001 року. Несіяна Мейлен Ту здобула титул в одиночному розряді й отримала 16 тис. доларів США.

## Фінальна частина

### Одиночний розряд
Мейлен Ту —  Паола Суарес 7–6(12–10), 6–2
- Для Ту це був єдиний титул за сезон і 1-й — за кар'єру.

### Парний розряд
Александра Фусаї /  Ріта Гранде —  Еммануель Гальярді /  Барбара Шетт 7–6(7–4), 6–3
- Для Фусаї це був єдиний титул за сезон і 12-й — за кар'єру. Для Гранде це був 1-й титул за рік і 4-й — за кар'єру.

## Учасниці

### Сіяні учасниці
| Країна     | Гравчиня        | Рейтинг1 | Сіяна |
| ---------- | --------------- | -------- | ----- |
| Франція    | Сандрін Тестю   | 17       | 1     |
| Австрія    | Барбара Шетт    | 22       | 2     |
| Франція    | Наталі Деші     | 26       | 3     |
| США        | Крістіна Бранді | 27       | 4     |
| Люксембург | Анна Кремер     | 33       | 5     |
| Аргентина  | Паола Суарес    | 36       | 6     |
| Зімбабве   | Кара Блек       | 41       | 7     |
| США        | Лілія Остерло   | 43       | 8     |

- Рейтинг подано станом на 25 грудня 2000.

### Інші учасниці
Нижче наведено учасниць, які отримали вайлдкард на участь в основній сітці:
- Ліенн Бейкер
- Марія Емілія Салерні

Нижче наведено гравчинь, які пробились в основну сітку через стадію кваліфікації:
- Lenka Dlhopolcova
- Джилл Крейбас
- Александра Фусаї
- Еллісон Бредшоу